# La Victoria, Pantelhó
La Victoria är en ort i Mexiko.   Den ligger i kommunen Pantelhó och delstaten Chiapas, i den sydöstra delen av landet, 800 km öster om huvudstaden Mexico City. La Victoria ligger 756 meter över havet och antalet invånare är 138.
Terrängen runt La Victoria är kuperad västerut, men österut är den bergig. Runt La Victoria är det ganska tätbefolkat, med 111 invånare per kvadratkilometer. Närmaste större samhälle är Pantelhó, 3,0 km söder om La Victoria. I omgivningarna runt La Victoria växer i huvudsak städsegrön lövskog.